# ステアリン酸亜鉛
ステアリン酸亜鉛 (すてありんさんあえん) は、工業的に広く使われている "亜鉛石鹸 (Zinc soap)" である。この文脈では、石鹸はその形式的な意味で使用され、脂肪酸の金属塩を意味する：この場合の脂肪酸はステアリン酸である。水をはじく白い固体で、アルコールやエーテルなどの極性溶媒には不溶だが、加熱すると芳香族炭化水素（ベンゼンなど）や塩素化炭化水素には可溶である。 すべての金属石鹸の中でもっとも強力な離型剤である。電解質は含まず、疎水性である。その主な用途分野はプラスチックおよびゴム産業であり、簡単に組み込むことができる離型剤および潤滑剤として使用される。
カルボン酸亜鉛、例えば塩基性酢酸亜鉛は、複雑な構造で、単に亜鉛のジカルボン酸塩ではない。ほとんどのカルボン酸亜鉛の式はZn4O(O2CR)6であり、Zn4O6+で構成されているコアとカルボン酸配位子がエッジにまたがっている。 

## 応用
ステアリン酸亜鉛は、ゴム、ポリウレタン、ポリエステル加工システム、粉末冶金など、さまざまな物体の製造に離型剤として広く使用されている。これらの応用は、その「非粘着性」特性を利用している。化粧品分野では、ステアリン酸亜鉛は、肌理 (きめ) を改善するために使用される潤滑剤および増粘剤である。
ステアリン酸亜鉛はまた、加硫促進剤である。加硫の初期に発見されたように、亜鉛は硫黄とポリオレフィンの反応に有益な効果をもたらす。 ステアリン酸塩は、ポリオレフィンの非極性媒体に非常に溶けやすい亜鉛の形態である。 
親油性であるため、脂肪の鹸化の相間移動触媒として機能する。

### ニッチな用途
塗料の光沢剤として用いられる。また、マジシャンが使うトランプカードの摩擦を減じて滑りを良くするファニングパウダー (Fanning powder) の主成分である。